# Grube Henricus
Die Grube Henricus war eine Buntmetallerz-Grube des Bensberger Erzreviers in Rösrath im Ortsteil Hoffnungsthal. Das Grubenfeld Henricus erstreckte sich in der Umgebung von Lehmbach.

## Geschichte
Ein erstes Mutungsgesuch stellte Heinrich Friedrich Stuewer aus Hamburg unter dem Namen Heinrich Friedrich am 10. Mai 1853 auf Blei-, Zink- und Kupfererz. Ein für die Feldesbesichtigung am 24. Mai 1853 freigelegter sechs Zoll mächtiger Kupferkiesgang reichte aber für eine Verleihung nicht aus. Auch ein weiteres Mutungsgesuch von Theodore Guillery im Namen der Rheinischen Bergwerks-Gesellschaft Saturn blieb erfolglos, obwohl ein Erzvorkommen vorhanden war. Erst am 26. Mai 1866 erfolgte die Verleihung eines Geviertfeldes auf Kupfer mit dem Namen Henricus an den bereits erwähnten Antragsteller.

## Betrieb und Anlagen
Über die Betriebszeit, Fördermengen usw. fehlen alle Angaben. Am Fuß des Berghangs hinter dem heutigen Restaurant Lehmbacher Hof befand sich ein Versuchsstollen, der aber nicht mehr zugänglich ist. Alle sonstigen Spuren des Bergbaus im Gelände sind durch die fortschreitende Bebauung verloren gegangen.